# Planistromella
Planistromella är ett släkte av svampar. Enligt Catalogue of Life ingår Planistromella i familjen Planistromellaceae, ordningen Dothideales, klassen Dothideomycetes, divisionen sporsäcksvampar och riket svampar, men enligt Dyntaxa är tillhörigheten istället familjen Planistromellaceae, klassen Dothideomycetes, divisionen sporsäcksvampar och riket svampar.
|                | Piptarthron |
|                | |
|                | Planistroma |
|                | |
|                | Kellermania |
|                | |
| Planistromella | \| \| Planistromella yuccifoliorum \| \| \| \| \| \| Planistromella uniseptata \| \| \| \| \| \| Planistromella torsifoliorum \| \| \| \| \| \| Planistromella yuccigena \| \| \| \| \| \| Planistromella acervata \| \| \| \| \| \| Planistromella parryi \| \| \| \| \| \| Planistromella nolinifoliorum \| \| \| \| \| \| Planistromella cattleyae \| \| \| \| \| \| Planistromella conglomeratiformis \| \| \| \| \| \| Planistromella majuscula \| \| \| \| \| \| Planistromella operculata \| \| \| \| \| \| Planistromella zonata \| \| \| \| |
|                | \| \| Planistromella yuccifoliorum \| \| \| \| \| \| Planistromella uniseptata \| \| \| \| \| \| Planistromella torsifoliorum \| \| \| \| \| \| Planistromella yuccigena \| \| \| \| \| \| Planistromella acervata \| \| \| \| \| \| Planistromella parryi \| \| \| \| \| \| Planistromella nolinifoliorum \| \| \| \| \| \| Planistromella cattleyae \| \| \| \| \| \| Planistromella conglomeratiformis \| \| \| \| \| \| Planistromella majuscula \| \| \| \| \| \| Planistromella operculata \| \| \| \| \| \| Planistromella zonata \| \| \| \| |
|                | Loratospora |
|                | |
|                | Planistromella yuccifoliorum |
|                | |
|                | Planistromella uniseptata |
|                | |
|                | Planistromella torsifoliorum |
|                | |
|                | Planistromella yuccigena |
|                | |
|                | Planistromella acervata |
|                | |
|                | Planistromella parryi |
|                | |
|                | Planistromella nolinifoliorum |
|                | |
|                | Planistromella cattleyae |
|                | |
|                | Planistromella conglomeratiformis |
|                | |
|                | Planistromella majuscula |
|                | |
|                | Planistromella operculata |
|                | |
|                | Planistromella zonata |
|                | |

|  | Planistromella yuccifoliorum      |
|  |                                   |
|  | Planistromella uniseptata         |
|  |                                   |
|  | Planistromella torsifoliorum      |
|  |                                   |
|  | Planistromella yuccigena          |
|  |                                   |
|  | Planistromella acervata           |
|  |                                   |
|  | Planistromella parryi             |
|  |                                   |
|  | Planistromella nolinifoliorum     |
|  |                                   |
|  | Planistromella cattleyae          |
|  |                                   |
|  | Planistromella conglomeratiformis |
|  |                                   |
|  | Planistromella majuscula          |
|  |                                   |
|  | Planistromella operculata         |
|  |                                   |
|  | Planistromella zonata             |
|  |                                   |